# Plesser Straße
Die Plesser Straße ist eine Straße im Stadtteil Hand von Bergisch Gladbach im Rheinisch-Bergischen Kreis.
Die Straße wurde 1993 nach der polnischen Stadt Pszczyna (Deutsch: Pless) benannt, zu der Bergisch Gladbach seit 1993 eine Städtepartnerschaft unterhält. Die Straße schließt räumlich an das Namensfeld osteuropäischer Städte an, das nach dem Zweiten Weltkrieg als Siedlungskomplex durch die Aufnahme von Flüchtlingen entstanden ist.
Die oberschlesische Stadt Pless gehörte ehemals zum Deutschen Reich und war 1922 nach Volksabstimmung in Oberschlesien an Polen übergegangen.